# Diecezja Ourense
Diecezja Ourense (łac. Dioecesis Auriensis) – diecezja Kościoła rzymskokatolickiego w Hiszpanii. Należy do metropolii Santiago de Compostela. Została erygowana w V w.

## Biskupi
- Biskup diecezjalny: Leonardo Lemos Montanet